# Genaro Alberto Olivieri
Genaro Alberto Olivieri (Bragado, 4 agosto 1998) è un tennista argentino.
Olivieri ha come migliori piazzamenti nel ranking ATP la 145ª posizione in singolare raggiunta nell'agosto 2023 e la 304ª in doppio nell'agosto 2022.

## Carriera

### 2023: prima volta nel circuito maggiore e prima vittoria in uno Slam
Si qualifica per il tabellone principale dell'Open di Francia, dove elimina al primo turno Giovanni Mpetshi Perricard.

## Statistiche
Aggiornate al 14 agosto 2023.

### Tornei minori

#### Singolare

##### Vittorie (5)
| Legenda tornei minori     |
| Challenger (2)            |
| ITF World Tennis Tour (3) |

| N. | Data             | Torneo                            | Superficie  | Avversario in finale    | Punteggio     |
| 1. | 14 luglio 2019   | M15 Buenos Aires, Buenos Aires    | Terra rossa | Juan Pablo Ficovich     | 6-4, 2-6, 7-6 |
| 2. | 3 novembre 2019  | M25 Napoli, Napoli                | Terra rossa | Cristian Rodríguez      | 7-5, 6-3      |
| 3. | 14 novembre 2022 | Montevideo Challenger, Montevideo | Terra rossa | Tomás Martín Etcheverry | 6-7, 7-6, 6-3 |
| 4. | 26 febbraio 2023 | M15 Tucuman, Tucuman              | Terra rossa | Franco Emanuel Egea     | 3-6, 6-4, 6-4 |
| 5. | 13 agosto 2023   | Santo Domingo Open, Santo Domingo | Terra rossa | Marco Trungelliti       | 7-5, 2-6, 6-4 |

##### Sconfitte in finale (8)
| N. | Data            | Torneo                         | Superficie  | Avversari in finale       | Punteggio     |
| 1. | 6 dicembre 2016 | F6 Chile, Santiago del Cile    | Terra rossa | Alejandro Tabilo          | 4-6, 6-4, 3-6 |
| 2. | 6 agosto 2017   | F26 USA, Decatur               | Terra rossa | Liam Caruana              | 6-7, 1-6      |
| 3. | 25 marzo 2018   | F11 Turkey, Adalia             | Terra rossa | Ivan Nedelko              | 4-6, 1-6      |
| 4. | 22 luglio 2018  | F19 Italy, Gubbio              | Terra rossa | Camilo Ugo Carabelli      | 7-6, 1-6, 2-6 |
| 5. | 12 maggio 2019  | M15 Buenos Aires, Buenos Aires | Terra rossa | Francisco Cerúndolo       | 6-7, 6-7      |
| 6. | 2 giugno 2019   | M15 Tabarka, Tabarka           | Terra rossa | Mateo Nicolas Martinez    | 2-6, 2-6      |
| 7. | 9 giugno 2019   | M15 Tabarka, Tabarka           | Terra rossa | Nikolas Sanchez-Izquierdo | 6-3, 4-6, 4-6 |
| 8. | 20 giugno 2021  | M25 Tulsa, Tulsa               | Cemento     | Nicolás Kicker            | 4-6, 0-6      |